# 야마하나19조 정류장
야마하나19조 정류장(일본어: 山鼻19条停留場, やまはなじゅうくじょうていりゅうじょう)은 일본 홋카이도 삿포로시 주오구에 위치한 삿포로 시 교통국(삿포로 시영 전차) 야마하나 선의 정류장이다. 정류장 번호는 SC16이다.

## 정류장 구조
2면 2선의 대향식 구조이다. 교차로를 끼고 남쪽에 스스키노 방면, 북쪽에 니시 4초메 방면 승강장이 있고 안전 지대가 설치되어 있다.

## 정류장 주변
- 야마하나히가시톤덴도리 우체국
- 미나미9조 대교
- 야마하나산비 골프 센터
- 홋카이도 삿포로미나미 고등학교

## 역사
- 1931년 11월 23일: 개업.
- 1941년 12월 1일: 폐지.
- 1950년 4월 17일: "미나미19조"의 명칭으로 재개업.
- 1959년 4월 1일: "야마하나19조"로 변경.
- 1965년 11월 1일: 가시와 중학 앞 정류장(현, 고난 미나미 초등학교 앞 정류장)에 통합 및 폐지.
- 1973년 11월 1일: "야마하나19조"로 삼개업.
- 2015년 4월 1일: 정류장 번호 설정.

## 인접역
| 삿포로 시 교통국 ● 삿포로 시영 전차 야마하나 선 | 삿포로 시 교통국 ● 삿포로 시영 전차 야마하나 선 | 삿포로 시 교통국 ● 삿포로 시영 전차 야마하나 선 |
| ----------------------------------------------- | ----------------------------------------------- | ----------------------------------------------- |
| SC15 고난쇼갓코마에 외선 순환                   | 시영 전철 운행 계통                             | SC17 세이슈가쿠엔마에 내선 순환                 |